# Sonorelix rixfordi
Sonorelix rixfordi är en snäckart som först beskrevs av Henry Augustus Pilsbry 1919.  Sonorelix rixfordi ingår i släktet Sonorelix och familjen Helminthoglyptidae. Inga underarter finns listade i Catalogue of Life.